# M1911 (vuurwapen)
De Colt M1911 (U.S. Pistol, Caliber .45 Model of 1911 – alias „Colt Government“) is een semiautomatisch pistool ontworpen door John Browning (1855–1926) en gefabriceerd door het bedrijf Colt's Manufacturing Company. Het wapen werd in vele oorlogen gebruikt waaronder de Eerste Wereldoorlog, de Tweede Wereldoorlog, de Koreaanse Oorlog en de Vietnamoorlog.
Hoewel het Amerikaanse leger sinds 1985 de M9 (militaire versie van de Beretta 92) als standaardwapen in gebruik heeft, prefereren sommigen de M1911 vanwege het zwaardere kaliber.
Naast de standaard .45 ACP caliber bestaat er voor sportschutters tevens een .22 LR versie. In deze versie passen er 12 patronen in het magazijn. 